# Bianca Claßen

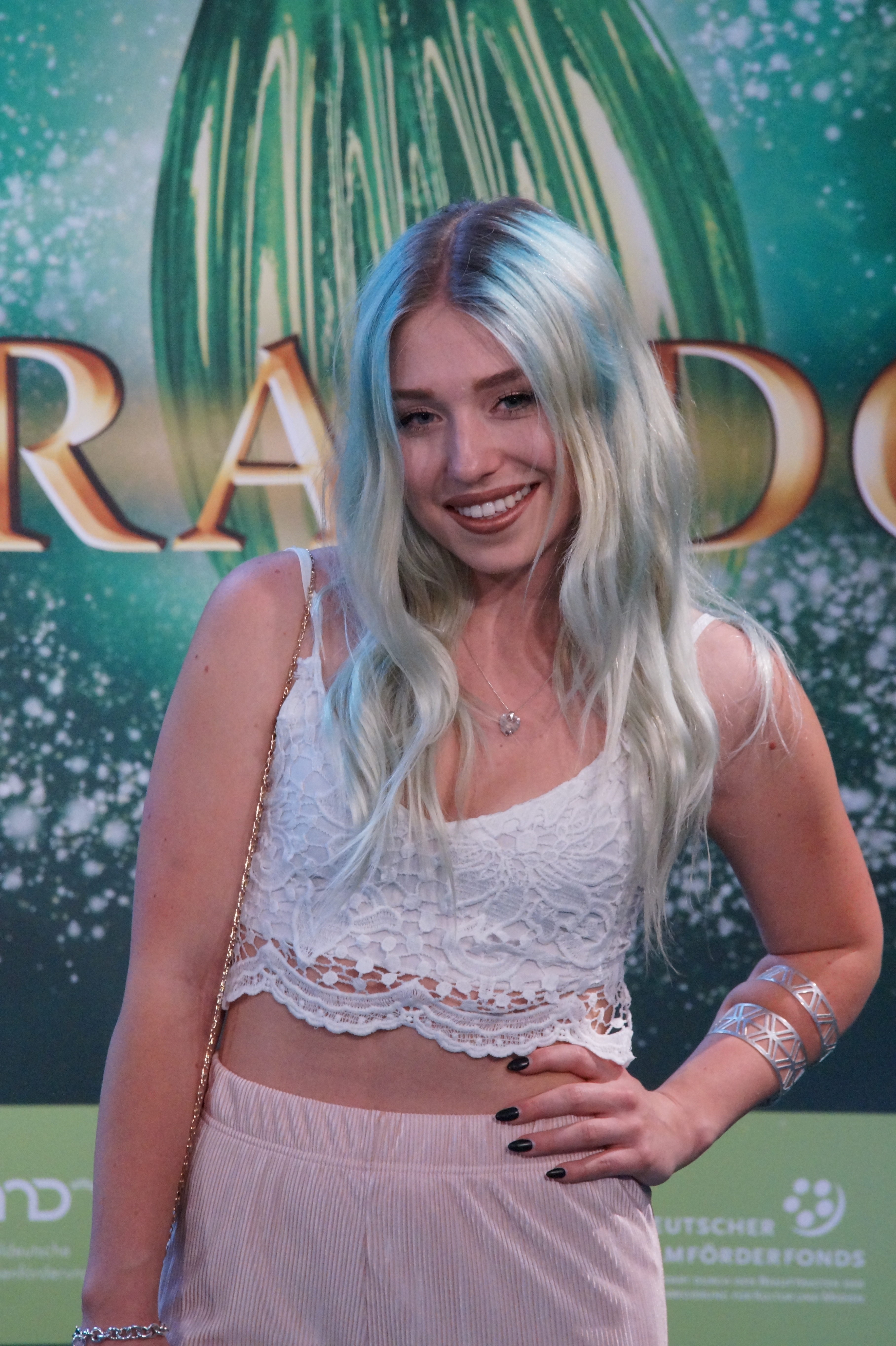
Bianca Claßen, 2016.

Bianca "Bibi" Classen, född Heinicke den 6 februari 1993 i Köln, är en tysk webbvideoproducent och influerare. Hon har drivit YouTube-kanalen BibisBeautyPalace sedan december 2012, där hon främst publicerar livsstilsvideor. Kanalen är en av de mest prenumererade tyskspråkiga youtubekanalerna.

## Biografi
Bianca Claßen växte upp i Köln. Efter gymnasieexamen började hon studera samhällsvetenskap, vilket hon hoppade av från. Hon bor i Köln och har sedan september 2018 varit gift med Julian Classen, som även han driver en populär YouTube-kanal under namnet Julienco. Paret har två barn.

## Karriär
Den 2 december 2012 laddade hon upp sin första video på sin kanal BibisBeautyPalace på YouTube. Till en början begränsade hon sig till ämnena mode och kosmetika, presenterade kosmetiska produkter och kläder och gav sminkinstruktioner samt modetips. När kanalens popularitet växte, började hon fokusera mer på livsstils och sitt privatliv i sina videos. Hon publicerade även humoristiska 10 arter ... -Videor där hon överdrivet porträtterade ämnesrelaterade beteenden. Med flera miljoner visningar är dessa bland hennes mest framgångsrika videor.
2014 medverkade hon i en reklamkampanj tillsammans med turismkoncernen Thomas Cook Groups & researrangör Neckermann Reisen. Sedan oktober 2014  är Bianca Classens manager av socialmedia-byrån Check One Two Perfect GmbH i Köln, som bland annat grundades av den tyska skådespelaren Tom Beck.
I maj 2017 släppte hon sin första singel, How It Is (Wap Bap …), under artistnamnet Bibi H. Låten hade skrivits av Sam Sommer och Dave Knight några år tidigare och släpptes av Warner Music. Låten nådde topp tio på musiklistorna i Tyskland och Österrike, men med över 3 miljoner dislikes blev det den mest dislikade videon på en tyskspråkig YouTube-kanal.
Deras YouTube-video Wir zeigen euch unser Haus (Vi visar er vårt hus), där Claßens gav sina tittare en inblick i deras hus, blev den tredje mest sedda videon Tyskland 2020 med över 6 miljoner visningar (slutet av 2020).